# Monte Pascoal

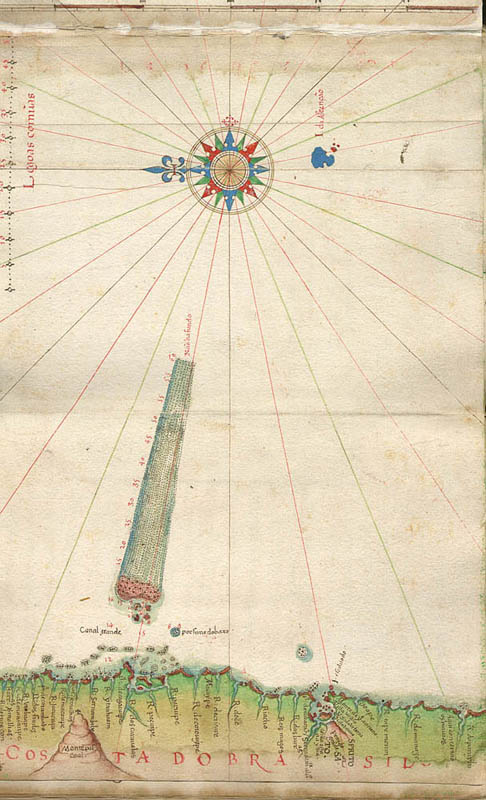
Mapa del Monte Pascoal

El Monte Pascoal (en català Mont Pasqual) és un petit pujol situat a l'Estat de Bahia (a 62 km de Porto Seguro) on segons els registres històrics seria la primera porció de terra albirada per Pedro Álvares Cabral en arribar a l'actual Brasil, el seu nom fa referència a la Pasqua, ja que fou el dia de Pasqua quan el varen veure, en concret de 22 d'abril de 1500. El 29 de novembre de 1961 es creà el Parque Nacional de Monte Pascoal de 22.500 hectàreas, el parc passà a formar part del Patrimoni Mundial de la Humanitat amb altres parcs com Parque Nacional Costa do Descobrimento, amb la denominació de Reserves de Selva Atlàntica a la Costa do Descobrimento.